# Edwin S. Johnson

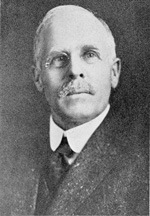
Edwin S. Johnson

Edwin Stockton Johnson (* 26. Februar 1857 bei Spencer, Owen County, Indiana; † 19. Juli 1933 in Platte, South Dakota) war ein US-amerikanischer Politiker (Demokratische Partei), der den Bundesstaat South Dakota im US-Senat vertrat.
Noch im Jahr seiner Geburt zogen Edwin Johnsons Eltern mit ihm aus Indiana weg und ließen sich in Osceola (Iowa) nieder. Dort besuchte er die öffentlichen Schulen und betätigte sich im kaufmännischen Gewerbe. 1880 ging er nach Nebraska, wo er im Wheeler County als Landwirt arbeitete. Bereits im folgenden Jahr kehrte er nach Osceola zurück und fand dort eine Beschäftigung als Kassierer bei einer Bank.
Schließlich wurde Johnson 1884 in South Dakota ansässig. Er gründete in Grand View die Citizens' Bank und betätigte sich auch wieder in der Landwirtschaft. Später rief er noch einige weitere Banken in South Dakota, Minnesota und Iowa ins Leben. Überdies studierte er die Rechtswissenschaften, wurde 1888 in die Anwaltskammer aufgenommen und begann als Jurist zu praktizieren. Von 1892 bis 1893 fungierte er als Staatsanwalt des Douglas County.
Politisch war er erstmals zwischen 1894 und 1895 als Mitglied des Senats von South Dakota aktiv. Zu Beginn des 20. Jahrhunderts zog er sich aus dem Bankgeschäft zurück und stieg dafür in die Immobilienbranche ein. Zwischen 1904 und 1916 gehörte Johnson dem Democratic National Committee an. Seine Partei nominierte ihn 1912 für die Wahl zum Gouverneur von South Dakota, doch er unterlag dem Republikaner Frank M. Byrne.
Erfolgreicher war seine Kandidatur für den US-Senat im Jahr 1914. Edwin Johnson gewann mit 48,3 Prozent der Stimmen gegen Charles H. Burke (44,5 Prozent) und gehörte dem Kongress vom 4. März 1915 bis zum 3. März 1921 an, wobei er der erste Senator aus South Dakota war, der nach Inkrafttreten des 17. Verfassungszusatzes vom Volk und nicht mehr von der Staatslegislative gewählt wurde. Nach seiner sechsjährigen Amtszeit verzichtete er auf eine Wiederwahl und ging wieder seiner geschäftlichen Tätigkeit in Platte nach, wo er auch 1933 verstarb.